# Павильон № 11 «Казахстан» на ВДНХ

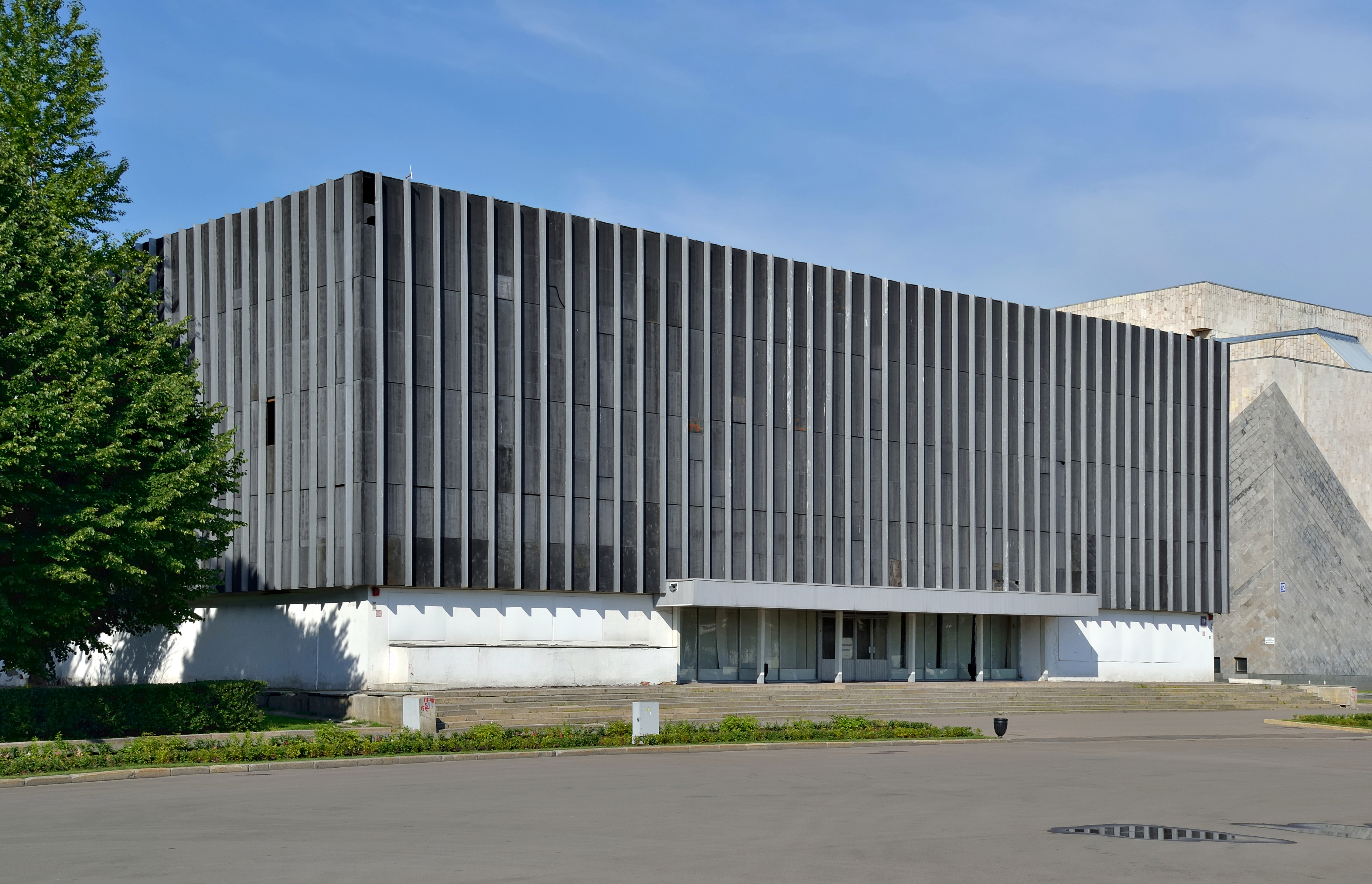
Павильон в «модернистком облике» 1967—2017 годов

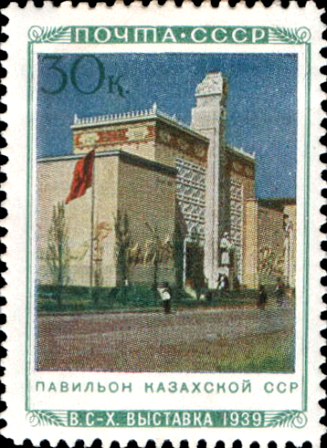
Первый павильон

Павильон «Казахстан» — одиннадцатый павильон ВДНХ, построенный в 1949—1954 годах для экспозиции Казахской ССР. С 1964 года был реконструирован для отраслевой выставки «Металлургия». После недавней реконструкции стал национальным павильоном Казахстана.

## История
Первый павильон, посвящённый Казахской ССР, был построен из дерева ещё в 1937 году по проекту архитектора Ф. П. Костенко, а спустя короткое время был дважды реконструирован: в 1939 году — архитектором И. Г. Безруковым и в 1940 году — архитекторами И. М. Петровым и И. Н. Халиной. Однако после войны этот временный павильон был разобран.
Новый, теперь уже постоянный павильон Казахской ССР, был построен в 1949—1954 годах по проекту архитекторов И. М. Петрова, И. В. Куприянова и Т. К. Басенова. Архитектурный облик павильона отражал мотивы казахского национального зодчества и по своему композиционному решению напоминал среднеазиатские мавзолеи. Главный фасад был оформлен в виде трёхпролётной арки и украшен барельефами с этническими орнаментами, а также скульптурами колхозницы и сталевара и памятниками поэту Джамбулу Джабаеву и передовику сельскохозяйственного производства Чиганаку Берсиеву. Автором скульптур был Хасбулат Аскар-Сарыджа. Изначально в павильоне размещалась экспозиция «Казахская ССР», которая рассказывала об истории и культуре республики и её достижениях сперва преимущественно в области сельского хозяйства (в первую очередь о животноводстве и растениеводстве), а с 1959 года также и о промышленности (металлургия, добыча угля, нефти и газа).
В 1964 году, при переходе выставки на отраслевой принцип показа, павильон получил название «Металлургия», соответствующим образом изменив тематику своей экспозиции. Казахские мотивы в интерьерах павильона стали не видны, поскольку были закрыты щитами из нержавеющей стали с тематическим оформлением: на них была изображена «металлургическая карта» СССР, таблица Менделеева, экран, на котором демонстрировались фотографии металлургических изделий. Экспозиция рассказывала об особенностях и новых достижениях в сфере добычи и обогащения железной руды и производства сплавов, демонстрируя образцы природных материалов и готовых изделий, а также техники, используемой в металлургии. Экспозиция была упразднена вместе с выставкой в 1990-е годы.
В 1966—1967 годах была проведена капитальная реконструкция павильона по проекту архитектора С. Кобецкого и инженера В. Анисько. Фасад был расширен за счёт пристройки из стекла и бетона, что изменило облик здания до неузнаваемости, придав ему вид «бетонной коробки». В таком виде павильон сохранился до настоящего времени.
В 2011 году было принято решение о передаче павильона в аренду Казахстану для будущего размещения там национальной экспозиции. В 2017 году Главгосэкспертиза России одобрила проект реконструкции и реставрации павильона, предусматривающий восстановление первоначального объёма и планировки здания, в том числе воссоздание стеклянного купола над главным выставочным залом. В том же году в процессе реставрации на фасаде павильона были обнаружены барельефы 1954 года, которые планируется воссоздать до первоначального состояния.